# Finale Stanleyjevega pokala 1924
Finale Stanleyjevega pokala 1924 je potekal od 22. do 25. marca. Za pokal sta se potegovali moštvi Montreal Canadiens, prvak lige NHL, in Calgary Tigers, prvak lige WCHL. To je bil Montrealov četrti finale in njegov drugi naslov, Calgary je premagal z 2-0 v tekmah. 

## Poti do finala
Kot leta 1922 se je tudi tokrat igrala končnica med prvakom lige PCHA in prvakom lige WCHL, katere zmagovalec je napredoval v finale Stanleyjevega pokala, kjer se je pomeril s prvakom lige NHL. Končnico so igrali v Vancouvru, Calgaryju in Winnipegu. Moštvo Calgary Tigers je premagalo moštvo Vancouver Maroons z 1-3, 5-3 in 3-1. 
Prvak lige NHL je nato moral igrati proti poražencu iz te serije, da bi se uvrstil v finale. Montreal je Maroonse premagal z izidoma 3-2 in 2-1.

## Serija
Prvo tekmo so igrali v Montrealu, medtem ko so drugo tekmo igrali v Ottawo, da bi izkoristili prednost umetnega ledu. 
Canadiense je v finalu povedel novinec Howie Morenz, ki je bil na prvi tekmi uspešen trikrat, na drugi pa je prispeval še en gol. 
| Datum                                    | Datum     | Zmagovalec         | Izid | Poraženec      | Lokacija          |
| ---------------------------------------- | --------- | ------------------ | ---- | -------------- | ----------------- |
| 1                                        | 22. marec | Montreal Canadiens | 6–1  | Calgary Tigers | Mount Royal Arena |
| 2                                        | 25. marec | Montreal Canadiens | 3–0  | Calgary Tigers | Ottawa Auditorium |
| Montreal je zmagal serijo z 2-0 v zmagah |           |                    |      |                |                   |

## Montreal Canadiens, zmagovalci Stanleyjevega pokala, 1924

### Postava
Centri
- 7 Howie Morenz
- 11 Billy Bell
- 11 Joe Malone&

  Krila
- 4 Aurel Joliat
- 5 Billy Boucher
- 8 Billy Cameron
- 10 Robert Boucher
- Charles Fortier&

  Branilci
- 2 Sprague Cleghorn (kapetan)
- 3 Billy Coutu
- 6 Ogilivie Odie Cleghorn
- 9 Sylvio Mantha

  Vratarji
- 1 Georges Vézina

  Neigralci
- Ed Dulfour (pomočnik), Louis Athanase David (vrhovni direktor)
- Joseph Cattarinich, Louis A. Letourneau (lastnika)
- Napolean Norval (tajnik)
- Leo Dandurand (predsednik/lastnik/direktor-trener)
- Edouard C. St. Pere, Harry Elliot, Cecil Hart, Ferdinand Rinfeet (direktorji)

& niso vrezani na pokal

### Vrezano v Stanleyjev pokal
- Montreal Canadiens so na dno pokala dodali nov obroč. Vsako zmagovalno moštvo Stanleyjevega pokala od 1924 je na pokal vrezalo večino svojih članov. Število vrezanih imen skrbno nadzoruje NHL. Joe Malone in Charles Fortier tako nista bila vključena na pokal, čeprav je bil za njiju še prostor. Samo Bobby Boucher, Ed Dulfour, Leo Dandurand in Cecil Hart imajo na pokalu vrezano svoje polno ime. Vsi ostali člani imajo svoje ime okrajšano. Montreal je na pokal vključil tudi tri moštva, ki jih je premagal v končnici: Ottawo, Vancouver in Calgary.
- Napaka - solastnik kluba Louis A. Letourneau je bil na pokal napačno vrezan H.A. LETOURNEAU. Napake niso popravili in so jo celo ponovili v sezoni 1929/30. Louis Letourneau je tako postal prvi človek, katerega ime so na pokal vrezali napačno.